# Stirocorsia
Stirocorsia (лат.) — род перепончатокрылых насекомых из реликтового семейства оруссиды (Orussidae). Около 5 видов.

## Ареал
Юго-Восточная Азия (Индонезия, Лаос, Малайзия, Филиппины), Восточная Азия (Япония) и Новая Гвинея.

## Описание
Среднего и мелкого размера оруссиды, длина от 9 до 15 мм. Основная окраска от тёмно-коричневой до чёрной, бёдра и голени обычно красновато-коричневые. Лабиомаксиллярный комплекс ротовых органов развит полностью, состоит из 5 нижнечелюстных и 3 нижнегубных члеников. Биология почти неизвестна, кроме информации о том, что японский вид Stirocorsia tosensis  был выведен из мёртвого дерева Quercus (Fagaceae).
Монофилия рода установлена филогенетическими исследованиями не столь явно, как у других родов, подтверждена такими признаками, как короткий киль на дорзальной части пронотума. Иногда выделяют в отдельное подсемейство Ophrynopinae или, как минимум, в трибу Ophrynopini (вместе с родом Ophrynopus, чьим синонимом иногда ранее рассматривался).
Таксон Stirocorsia был впервые выделен в 1897 году немецким гименоптерологом Фридрихом Вильгельмом Коновым (Friedrich Wilhelm Konow, 1842—1908) на основании типового вида Stirocorsia kohli Konow, 1897. Морфологически и филогенетически близок к роду Ophrynopus. Около 5 видов.
- Stirocorsia apicalis Togashi, 2000 — Япония[6]
- Stirocorsia kohli Konow, 1897 — Юго-Восточная Азия
- Stirocorsia maculipennis (Smith, 1859 — Индонезия, Новая Гвинея[7]
  - =O. trifasciata Cameron, 1906
  - =O. rossi Yasumatsu, 1952
- Stirocorsia tosensis (Tosawa & Sugihara, 1934) — Япония[8]